# Jusapol
Jusapol es una asociación española formada por agentes del Cuerpo Nacional de Policía y de la Guardia Civil, de todas sus escalas y categorías. Su nombre es un acrónimo de las palabras Justicia Salarial Policial.
A partir de Jusapol nacieron el sindicato policial Jupol, mayoritario en la Policía Nacional, el sindicato policial EYA y la asociación profesional Jucil, su equivalente y también mayoritaria en la Guardia Civil. Si bien Jusapol y sus derivados se definen como apartidistas, diversos medios asociaron al sindicato inicialmente con Ciudadanos, para posteriormente hacerlo con posturas más hacia la derecha del espectro político, cercanas al Partido Popular y a Vox.

## Inicios
El proyecto se inició en la Comisaría de Palencia por un grupo de agentes de la Policía Nacional, la mayoría de ellos destinados en seguridad ciudadana, con la pretensión de reivindicar que la Policía Nacional y la Guardia Civil cobren el mismo sueldo que el resto de policías autonómicas, como Mozos de Escuadra, Ertzaintza y policías locales. Entre sus reivindicaciones, además de la equiparación de sueldos con las policías autonómicas, plantean que la paga extra sea como en otros cuerpos, doble y no complementaria, más una mejora en la remuneración de las horas extra, y no perder poder adquisitivo en la jubilación.
En sus primeros movimientos de reivindicación entregaron 550 000 firmas para pedir la equiparación salarial, con la finalidad de promover una iniciativa legislativa popular (ILP), alegando que se había dejado fuera del acuerdo de equiparación firmada por los sindicatos policiales y las asociaciones de la Guardia Civil y en Ministerio del Interior a más de 13 000 agentes en segunda actividad y reserva, así como el abono de horas extraordinarias y jubilaciones, si bien, en el texto de esa ILP presentada no hacen referencia alguna de los motivos argumentados para su presentación. No hablan ni de segunda actividad ni reserva, ni de horas extraordinarias, ni de la jubilación.
El 13 de noviembre de 2018, el congreso aprobó regular la Ley de equiparación salarial, siendo reconocido por parte de su presidente que la aprobación de la ILP venía a afianzar el acuerdo firmado por los sindicatos y asociaciones en el que se prevé una ley de retribuciones. Con la aprobación a trámite de la ILP, Jusapol se asegura hasta 300 000 euros de financiación, aunque lo aprobado ya viene reflejado en el acuerdo de equiparación.

## Sindicación
Tras la aceptación por parte de algunos sindicatos de la Policía Nacional y asociaciones profesionales de la Guardia Civil del acuerdo de "equiparación" con el ministro de Interior, Juan Ignacio Zoido, algunos miembros tanto de la Policía Nacional como de la Guardia Civil continuaron molestos, dando lugar al nacimiento, dentro de las filas de Jusapol, del sindicato policial Jupol (Justicia Policial) y una asociación profesional de Guardias Civiles llamada Jucil (Justicia para la Guardia Civil).
El único sindicato representativo que sometió a votación entre sus afiliados el acuerdo con el ministerio fue Alternativa Sindical de Policía (ASP), mientras que la única asociación profesional de la Guardia Civil que lo hizo fue Independientes de la Guardia Civil (IGC), que también realizó una votación para que sus asociados decidiesen si aceptaban el acuerdo del resto de sindicatos y asociaciones. Ambas organizaciones, tras escuchar de forma democrática a su bases, no aceptaron el acuerdo del Ministerio del Interior, por no ser considerado equiparación, por este motivo fueron expulsadas por Interior de las últimas negociaciones, así como de la firma del acuerdo. El presidente de Jupol era Miguel Gómez en septiembre de 2019,
Jupol ganó las elecciones sindicales de la Policía Nacional celebradas en junio de 2019: consiguió 26.179 votos entre los policías de la Escala Básica, más del 60% de los votos válidos. En esta escala, de los más de 55.000 efectivos, votaron unos 40.000, el 73% de participación. El segundo sindicato más votado, el Sindicato Unificado de Policía (SUP) obtuvo 7.447 votos. En octubre de 2021, Jucil ganaba a su vez las elecciones al Consejo de la Guardia Civil, y Jupol persistía en su posición como el mayor sindicato policial con unos 25.000 afiliados, la tercera parte del personal de todo el CNP; aunque también se enfrentaba a crecientes divergencias en su seno por acusaciones internas de extremismo y corrupción, que llevaron a la creación de otro nuevo sindicato dentro del propio movimiento de Jusapol, denominado Equiparación Ya (EYA) y dirigido por Natan Espinosa, quien lideró Jusapol en sus inicios.
Cuatro años más tarde, en las elecciones al Consejo de Policía del 28 de junio de 2023, Jupol se presentó en coalición electoral con el sindicato ASP, para dar cabida al polémico subinspector Samuel Vázquez, miembro de ese sindicato y líder de la asociación «Una Policía para el Siglo XXI», con gran respaldo dentro del cuerpo. A pesar de ello, perdió la mitad de sus representantes en el Consejo, pasando de ocho consejeros a cuatro. El sindicato EYA, escindido de Jupol, logró un representante. Si bien fue el sindicato que obtuvo un mayor número de votos, Jupol-ASP logró los mismos representantes que su principal rival, el histórico Sindicato Unificado de Policía (SUP). El resto del Consejo se compuso por dos representantes de SPP, dos del CEP y uno de UFP.

## Manifestaciones y concentraciones
- 15 de septiembre de 2017: Primera Mesa de Palencia de Jusapol y concentración posterior.[27]
- 28 de septiembre de 2017: Concentraciones en delegaciones y subdelegaciones de gobierno de toda España.[28]

- 6 de octubre de 2017: Manifestación multitudinaria en Madrid por la equiparación salarial entre cuerpos de policía nacionales y policías autonómicas.[29]

- 27 de octubre de 2017: Concentración en delegaciones y subdelegaciones de gobierno de España.[30]

- 18 de noviembre de 2017: Manifestación en Madrid por la equiparación salarial entre cuerpos de policía nacionales y policías autonómicas.[31]

- 20 de enero de 2018: Manifestación en Barcelona por la equiparación salarial entre cuerpos de policía nacionales y policías autonómicas.[32]

- 10 de noviembre de 2018: Manifestación en Barcelona por la equiparación salarial entre cuerpos de policía nacionales y policías autonómicas..[33]
- 6 de abril de 2019: Manifestación en Madrid, con la presencia de los líderes del PP, Vox y Ciudadanos.[34]
- 27 de noviembre de 2021: Manifestación en Madrid contra la reforma de la Ley de Seguridad Ciudadana, con la presencia de los líderes del PP, Vox y Ciudadanos.[35]

## Polémicas

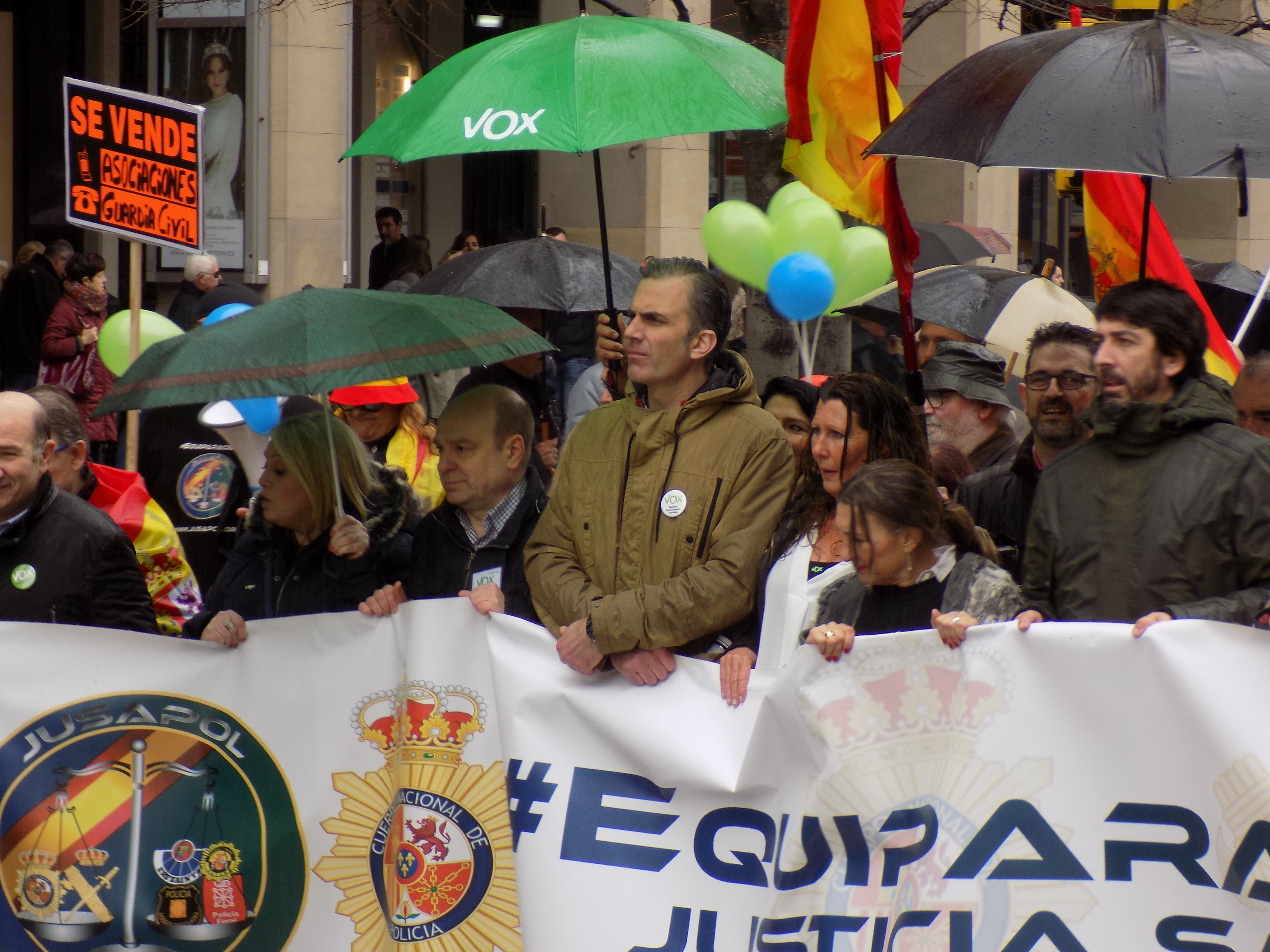
El político de Vox, Javier Ortega Smith, encabezando una manifestación de Jusapol en Zaragoza

En sus orígenes, algunos sindicatos y asociaciones profesionales de las fuerzas de seguridad reaccionaron duramente contra esta asociación, por su estrategia de movilización y por su acercamiento a partidos políticos de derecha, primero con su acercamiento a Ciudadanos y después a Vox.
El diario Público señaló –con la publicación de un audio– que Jusapol y Jupol habían recibido financiación de Ciudadanos, afirmaciones desmentidas por Jusapol, que presentó demandas judiciales contra esas informaciones. Posteriormente Público también afirmó que el coordinador de Jusapol en Madrid cometió falso testimonio al negar la financiación de su sindicato a cargo de Ciudadanos. En primera instancia, Público y el periodista que redactó la noticia fueron condenados por intromisión al honor debido a estas informaciones, sentencia revocada en apelación por la Audiencia de Palencia y también en casación por el Tribunal Supremo.
En 2018, en los actos del aniversario del referéndum de independencia de Cataluña celebrados en Barcelona, se trató de boicotear las manifestaciones de Jusapol. El diario elPlural.com publicó que miembros de Jusapol insultaron a Puigdemont frente a su casa. Medios de prensa publicaron que el marido de Begoña Villacís (Ciudadanos) fue quien elaboró la hoja de ruta de esta asociación sindical y su bufete se benefició de la campaña.
La mayoría de sindicatos policiales y asociaciones de guardias civiles se han desmarcado de la estrategia de Jusapol, por considerarla inoportuna y populista, mientras que algunos exmiembros afirman que la esencia inicial de esta organización habría desaparecido con el tiempo. En este sentido, algunos medios han señalado la cercanía de Jusapol con el partido político Vox, así como la presencia de elementos extremistas en sus filas, señalándose la concentración frente al Congreso del 3 de marzo de 2020 como el "punto de inflexión" a partir del cual se habría producido esta deriva que habría desembocado en la constitución de una gestora, que un sector importante del sindicato no reconoce como legítima.
Esta situación desembocó en el cese de José María García como secretario general y la convocatoria de elecciones, que se celebraron en octubre de 2021 entre disputas por la reunión y presentación de avales, ya que finalmente sólo un candidato reunió los suficientes y pudo presentar candidatura. Estas elecciones serían ganadas por Aarón Rivero con un 6,76 % de los votos de la afiliación (un 61,45 % de las papeletas emitidas) y el objetivo de "recuperar los valores originales" de Jusapol. Al respecto, un sector de Jupol considera que, desde septiembre de 2021, su Junta Directiva se encontraría en una situación irregular al no dar por válidas dichas elecciones.[cita requerida] Aunque no dispondría de un censo claro y demostrable de socios[cita requerida], según su página web, en febrero de 2020 contaba con 21.466 afiliados.
El 29 de octubre de 2023, el Ministerio del Interior decidía actuar contra la participación activa en política a favor de PP y Vox por parte de los sindicatos Jupol y Jucil. En concreto, el Ministerio requirió a los servicios jurídicos de la Guardia Civil el análisis de un tuit en el que Jucil se posicionaba políticamente sobre una posible amnistía para los implicados en el proceso soberanista de Cataluña y calificaba de «felonía» un discurso del presidente del Gobierno al respecto. La Dirección General de la Guardia Civil iniciaba así los trámites para las actuaciones disciplinarias y/o penales que procedan ante un posible quebrantamiento del principio de neutralidad política que obliga a todos los miembros del cuerpo, según la Ley Orgánica 2/1986 de Fuerzas y Cuerpos de Seguridad del Estado. Unos días más tarde, el secretario nacional de Comunicación de Jucil era expedientado por una presunta «falta muy grave» y suspendido cautelarmente durante tres meses de empleo y sueldo.